# Fähre Barby
Die Fähre Barby ist eine Fährverbindung auf der Elbe (Elbe km 291,5) zwischen der Stadt Barby am Westufer und dem zur Stadt Zerbst/Anhalt gehörenden Ronney am Ostufer. Name des Fährschiffs ist Saalhorn, benannt nach einer Landzunge in einem früheren Mündungsbereich der Saale in die Elbe. Eigner ist die Stadt Barby. Die Fähre ist eine unmotorisierte Gierseilfähre und wird entsprechend von der Strömung des Flusses angetrieben. Die Fähre verkehrt täglich. Sie ist für Fußgänger, Reiter, Zweiräder, PKW, LKW, Busse und landwirtschaftliche Nutzfahrzeuge zugelassen. Die Preise für eine Überfahrt liegen 2019 zwischen 50 Cent für ein Kind und 11 Euro für einen Sattelschlepper.